# Mabea subserrulata
Mabea subserrulata är en törelväxtart som beskrevs av Richard Spruce och George Bentham. Mabea subserrulata ingår i släktet Mabea och familjen törelväxter. Inga underarter finns listade i Catalogue of Life.